# Impedancia
Az impedancia jelentése váltakozó áramú ellenállás. Váltakozó áramú elektromos hálózatban egy fogyasztó komplex impedanciájának nevezzük a komplex feszültség és a komplex áramerősség hányadosát, jele Z. Képlettel:
{\displaystyle \mathbf {Z} ={\frac {\mathbf {U} }{\mathbf {I} }}\,}
A komplex impedancia abszolút értékét látszólagos ellenállásnak nevezzük, jele Z. A látszólagos ellenállás mértékegysége az ohm.

## A komplex impedancia értelmezése

A komplex feszültség és a komplex áramerősség (t = 0)

A komplex impedancia a definíció alapján
{\displaystyle \mathbf {Z} ={\frac {\mathbf {U} }{\mathbf {I} }}={\frac {U_{0}\cdot e^{i(\omega t+\alpha )}}{I_{0}\cdot e^{i(\omega t+\beta )}}}={\frac {U_{0}}{I_{0}}}\cdot e^{i(\alpha -\beta )}={\frac {U_{0}}{I_{0}}}\cdot e^{i\varphi }\,}.
A képletekben U0 és I0 a feszültség, illetve az áramerősség csúcsértéke; ω a körfrekvencia; t az idő; α és β a feszültség, illetve az áramerősség fázisszöge; φ a  fáziskülönbség a feszültség és áramerősség között. Az i az imaginárius egység (képzetes egység), az e az Euler-féle szám.

### A látszólagos ellenállás

A komplex impedancia

Mivel a  látszólagos ellenállás a definícióból adódóan a komplex impedancia abszolút értéke, ezért
{\displaystyle Z=\left\vert \mathbf {Z} \right\vert =\left\vert {\frac {U_{0}}{I_{0}}}\cdot e^{i\varphi }\right\vert ={\frac {U_{0}}{I_{0}}}\,}.
Olyan váltakozó feszültségnél, amelynél az effektív értékek egyenesen arányosak a csúcsértékekkel (pl. a szinuszos váltakozó feszültségnél), a látszólagos ellenállás az effektív feszültség és az effektív áramerősség hányadosaként is kiszámítható:
{\displaystyle Z={\frac {U_{0}}{I_{0}}}={\frac {U_{\mathrm {eff} }}{I_{\mathrm {eff} }}}\,}.
A látszólagos ellenállás segítségével a komplex impedancia:
{\displaystyle \mathbf {Z} =Z\cdot e^{i\varphi }\,}.

### A hatásos ellenállás és a meddő ellenállás

A hatásos ellenállás és a meddő ellenállás

A komplex impedancia (mint bármely komplex mennyiség) valós és képzetes részre bontható. Valós része a hatásos ellenállás (rezisztencia), jele Rh; képzetes része a meddő ellenállás (reaktancia), jele X. Képlettel:
{\displaystyle \mathbf {Z} =R_{\mathrm {h} }+iX}.
A hatásos ellenállás és a meddő ellenállás kifejezhető a látszólagos ellenállás, illetve a fáziskülönbség segítségével:
{\displaystyle R_{\mathrm {h} }=Z\cos \varphi \qquad {\text{és}}\qquad X=Z\sin \varphi \,}.
A fordított irányú összefüggések a látszólagos ellenállás, illetve a fáziskülönbség tangensének kiszámítására:
{\displaystyle Z={\sqrt {R_{\mathrm {h} }^{2}+X^{2}}}\qquad {\text{és}}\qquad \tan \varphi ={\frac {X}{R_{\mathrm {h} }}}\,}.
A hatásos ellenállásra és a meddő ellenállásra felírt összefüggések alapján a komplex impedancia:
{\displaystyle \mathbf {Z} =Z\cos \varphi +iZ\sin \varphi =Z\left(\cos \varphi +i\sin \varphi \right)\,}.

## Egyes eszközök impedanciája

### Ohmos ellenállás impedanciája
Egy fogyasztót ohmos ellenállásnak nevezünk, ha egyenáramra vagy szinuszos váltakozó feszültségre kapcsolva a fogyasztón átfolyó áram erőssége egyenesen arányos a feszültséggel. Ha egy R ellenállású ohmos ellenállást szinuszos váltakozó feszültségre kapcsolunk, akkor a komplex impedancia:
{\displaystyle \mathbf {Z} ={\frac {\mathbf {U} }{\mathbf {I} }}={\frac {R\cdot \mathbf {I} }{\mathbf {I} }}=R}.

Az ohmos ellenállás impedanciája

A hatásos ellenállás és a meddő ellenállás a komplex impedancia valós, illetve képzetes része alapján határozható meg. Eszerint az ohmos ellenállás hatásos ellenállása megegyeszik az egyenáramú ellenállásával
{\displaystyle R_{\mathrm {h} }=R\,},
meddő ellenállása (reaktanciája) pedig nulla:
{\displaystyle X=0\,}.
A feszültség és áramerősség azonos fázisban van egymással, azaz
{\displaystyle \varphi =0\,}.
Mindezek alapján az ohmos ellenállás komplex impedanciája:
{\displaystyle \mathbf {Z} =Z=R_{\mathrm {h} }=R\,}.
Eszerint az ohmos ellenállás látszólagos ellenállása nem függ a frekvenciától.

### Ideális tekercs impedanciája
Egy tekercset ideális tekercsnek nevezünk, ha ohmos (és kapacitív) ellenállása elhanyagolható, így szinuszos váltakozó feszültségre kapcsolva az áramerősséget csak az önindukció befolyásolja. Egy L önindukciós tényezőjű ideális tekercsnél Kirchhoff huroktörvénye miatt:
{\displaystyle U-L{\frac {dI}{dt}}=0\,},
azaz
{\displaystyle U=L{\frac {dI}{dt}}\,}.
Ha a komplex áramerősség
{\displaystyle \mathbf {I} =I_{0}\cdot e^{i\omega t}\,},
akkor az előzőek miatt a komplex feszültség
{\displaystyle \mathbf {U} =L{\frac {d(I_{0}\cdot e^{i\omega t})}{dt}}=LI_{0}i\omega \cdot e^{i\omega t}\,},
Ezek alapján a komplex impedancia:
{\displaystyle \mathbf {Z} ={\frac {\mathbf {U} }{\mathbf {I} }}={\frac {LI_{0}i\omega \cdot e^{i\omega t}}{I_{0}\cdot e^{i\omega t}}}=i\omega L\,}.

Ideális tekercs impedanciája

Egy ideális tekercs látszólagos ellenállása a frekvencia függvényében

A hatásos ellenállás és a meddő ellenállás a komplex impedancia valós, illetve képzetes része alapján határozható meg. Eszerint az ideális tekercs hatásos ellenállása nulla
{\displaystyle R_{\mathbf {h} }=0\,},
meddő ellenállása (reaktanciája) pedig
{\displaystyle X=\omega L\,}.
Az ideális tekercsnél az áramerősség 90°-ot késik a feszültséghez képest, azaz
{\displaystyle \varphi =90^{\circ }\,}.
Az ideális tekercs látszólagos ellenállása:
{\displaystyle Z=X=\omega L\,}.
Eszerint az ideális tekercs látszólagos ellenállása egyenesen arányos a váltakozó feszültség körfrekvenciájával, illetve frekvenciájával.
Az impedanciára kapott összefüggés jobb oldalát i-vel szorozva és osztva a komplex impedancia
{\displaystyle \mathbf {Z} =i\omega L=-{\frac {\omega L}{i}}\,}
alakban is felírható.

### Ideális kondenzátor impedanciája
Egy kondenzátort ideális kondenzátornak nevezünk, ha ohmos (és induktív) ellenállása elhanyagolható, így szinuszos váltakozó feszültségre kapcsolva az áramerősséget csak a kapacitása befolyásolja. Egy C kapacitású ideális kondenzátort szinuszos váltakozó feszültségre kapcsolva a komplex feszültség:
{\displaystyle \mathbf {U} =U_{0}\cdot e^{i\omega t}\,}.
Az áramerősség megegyezik a töltés idő szerinti deriváltjával, ezért a Q = C⋅U összefüggést felhasználva 
{\displaystyle I={\frac {dQ}{dt}}=C{\frac {dU}{dt}}\,}.
A fentiek alapján komplex áramerősség:
{\displaystyle \mathbf {I} =C{\frac {d(U_{0}\cdot e^{i\omega t})}{dt}}=CU_{0}i\omega \cdot e^{i\omega t}\,}.
Ezek alapján a komplex impedancia:
{\displaystyle \mathbf {Z} ={\frac {\mathbf {U} }{\mathbf {I} }}={\frac {U_{0}\cdot e^{i\omega t}}{CU_{0}i\omega \cdot e^{i\omega t}}}={\frac {1}{i\omega C}}=-i{\frac {1}{\omega C}}\,}.

Ideális kondenzátor impedanciája

Egy kondenzátor látszólagos ellenállása a frekvencia függvényében

A hatásos ellenállás és a meddő ellenállás a komplex impedancia valós, illetve képzetes része alapján határozható meg. Eszerint az ideális kondenzátor hatásos ellenállása nulla
{\displaystyle R_{\mathbf {h} }=0\,},
meddő ellenállása (reaktanciája) pedig
{\displaystyle X=-{\frac {1}{\omega C}}\,}.
Az ideális kondenzátornál az áramerősség 90°-ot siet a feszültséghez képest, azaz
{\displaystyle \varphi =-90^{\circ }\,}.
Mindezek alapján az ideális kondenzátor látszólagos ellenállása:
{\displaystyle Z=-X={\frac {1}{\omega C}}\,}.
Eszerint az ideális kondenzátor látszólagos ellenállása fordítottan arányos a váltakozó feszültség körfrekvenciájával, illetve frekvenciájával.

## Komplex impedanciájú fogyasztókból álló kapcsolások
Az előzőkben felírt
{\displaystyle \mathbf {Z} ={\frac {\mathbf {U} }{\mathbf {I} }}\qquad {\text{és}}\qquad Z={\frac {U_{\mathrm {eff} }}{I_{\mathrm {eff} }}}\,}
összefüggések szerint a komplex impedancia és a látszólagos ellenállás a váltakozó áramú hálózatokban hasonló szerepet tölt be, mint az egyenáramú hálózatokban az ellenállás. Igazolható, hogy az egyenáramú hálózatokra vonatkozó Ohm-törvény valamint a Kirchhoff-törvények, illetve az ezekből levezethető összefüggések átvihetők a (szinuszos) váltakozó áramú hálózatokra.

Impedanciák összegzése soros RLC-körben

Például a Z1, Z2, ... komplex impedanciájú fogyasztók soros, illetve párhuzamos kapcsolása esetén az eredő Z komplex impedanciára teljesülnek a
{\displaystyle \mathbf {Z} =\mathbf {Z} _{1}+\mathbf {Z} _{2}+...,\qquad {\text{illetve}}\qquad {\frac {1}{\mathbf {Z} }}={\frac {1}{\mathbf {Z} _{1}}}+{\frac {1}{\mathbf {Z} _{2}}}+...}
összefüggések.
A párhuzamos kapcsolásra vonatkozó képlet két fogyasztó esetén felírható
{\displaystyle \mathbf {Z} ={\dfrac {\mathbf {Z} _{1}\mathbf {Z} _{2}}{\mathbf {Z} _{1}+\mathbf {Z} _{2}}}}
formában is. 

### Soros RL-kör impedanciája

Soros RL-kör

Ha egy ohmos ellenállást és egy ideális tekercset sorosan kapcsolunk, akkor a komplex impedancia:
{\displaystyle \mathbf {Z} =\mathbf {Z} _{\mathrm {R} }+\mathbf {Z} _{\mathrm {L} }=R+i\omega L\,}.
Ebből a látszólagos ellenállás, illetve a fázisszög tangense:
{\displaystyle Z={\sqrt {R_{\mathrm {h} }^{2}+X^{2}}}={\sqrt {R^{2}+\omega ^{2}L^{2}}}\,},
{\displaystyle \tan \varphi ={\frac {X}{R_{\mathrm {h} }}}={\frac {\omega L}{R}}\,}.
Mivel a valóságban a tekercset alkotó vezetéknek mindig van valamekkora ellenállása, egy valóságos tekercs egy ohmos ellenállás és egy ideális tekercs soros kapcsolásának tekinthető. A fenti összefüggés szerint a tekercs látszólagos ellenállása függ a váltakozó feszültség körfrekvenciájától, illetve frekvenciájától: nagyobb frekvenciákon nagyobb a látszólagos ellenállás.
Ha a tekercset alkotó vezeték egyenáramú ellenállása elég kicsi, és a tekercs öninduktivitása elég nagy, akkor
{\displaystyle R\ll \omega L\,}.
Emiatt az előzőleg kapott összefüggésekben az R elhanyagolható, így
{\displaystyle Z={\sqrt {R^{2}+\omega ^{2}L^{2}}}\approx {\sqrt {0+\omega ^{2}L^{2}}}=\omega L\,}
és
{\displaystyle \tan \varphi ={\frac {\omega L}{R}}\approx \infty \qquad \Rightarrow \qquad \varphi \approx 90^{\circ }\,}.
Eszerint egy tekercs annál inkább ideális tekercsként viselkedik, minél kisebb az egyenáramú ellenállása és minél nagyobb az öninduktivitása.

### Párhuzamos RC-kör impedanciája

Párhuzamos RC-kör

Ha egy ohmos ellenállást és egy ideális kondenzátort párhuzamosan kapcsolunk, akkor a komplex impedancia reciproka:
{\displaystyle {\frac {1}{\mathbf {Z} }}={\frac {1}{\mathbf {Z} _{\mathrm {R} }}}+{\frac {1}{\mathbf {Z} _{\mathrm {C} }}}={\frac {1}{R}}+i\omega C\,}.
Ennek abszolút értéke a valós és képzetes rész alapján számítható ki:
{\displaystyle {\frac {1}{Z}}={\sqrt {{\frac {1}{R^{2}}}+\omega ^{2}C^{2}}}\,}
Ebből a látszólagos ellenállás:
{\displaystyle Z={\cfrac {1}{\sqrt {{\cfrac {1}{R^{2}}}+\omega ^{2}C^{2}}}}\,}
A fázisszög tangensének kiszámításához szükség van a komplex impedanciára:
{\displaystyle \mathbf {Z} ={\cfrac {1}{{\cfrac {1}{R}}+i\omega C}}={\cfrac {1}{{\cfrac {1}{R}}+i\omega C}}\cdot {\cfrac {{\cfrac {1}{R}}-i\omega C}{{\cfrac {1}{R}}-i\omega C}}={\cfrac {\cfrac {1}{R}}{{\cfrac {1}{R^{2}}}+\omega ^{2}C^{2}}}-i{\cfrac {\omega C}{{\cfrac {1}{R^{2}}}+\omega ^{2}C^{2}}}\,}.
Ebből a hatásos ellenállás és a meddő ellenállás:
{\displaystyle R_{\mathrm {h} }={\cfrac {\cfrac {1}{R}}{{\cfrac {1}{R^{2}}}+\omega ^{2}C^{2}}},\qquad {\text{illetve}}\qquad X=-{\cfrac {\omega C}{{\cfrac {1}{R^{2}}}+\omega ^{2}C^{2}}}}.
Ezek alapján a fázisszög:
{\displaystyle \tan \varphi ={\frac {X}{R_{\mathrm {h} }}}={\cfrac {-\omega C}{\cfrac {1}{R}}}=-\omega RC\,}
Mivel a valóságban a kondenzátor fegyverzetei közti szigetelőnek mindig van valamekkora vezetőképessége, egy valóságos kondenzátor egy ohmos ellenállás és egy ideális kondenzátor párhuzamos kapcsolásának tekinthető.  A fenti összefüggés szerint a kondenzátor látszólagos ellenállása függ a váltakozó feszültség körfrekvenciájától, illetve frekvenciájától: nagyobb frekvenciákon kisebb a látszólagos ellenállás.
Ha a fegyverzetek közti szigetelő egyenáramú ellenállása és a kondenzátor kapacitása elég nagy, akkor
{\displaystyle {\frac {1}{R}}\ll \omega C\,}.
Ebben az esetben az előzőleg kapott összefüggések:
{\displaystyle Z={\cfrac {1}{\sqrt {{\cfrac {1}{R^{2}}}+\omega ^{2}C^{2}}}}\approx {\cfrac {1}{\sqrt {0+\omega ^{2}C^{2}}}}={\cfrac {1}{\omega C}}}
és
{\displaystyle \tan \varphi =-\omega RC\approx -\infty \qquad \Rightarrow \qquad \varphi \approx -90^{\circ }\,}.
Eszerint egy kondenzátor annál inkább ideális kondenzátorként viselkedik, minél nagyobb az egyenáramú ellenállása és a kapacitása.

### Párhuzamos LC-kör impedanciája

Párhuzamos LC-kör

Ha egy ideális tekercset és egy ideális kondenzátort párhuzamosan kapcsolunk, akkor a komplex impedancia reciproka:
{\displaystyle {\frac {1}{\mathbf {Z} }}={\frac {1}{\mathbf {Z} _{\mathrm {C} }}}+{\frac {1}{\mathbf {Z} _{\mathrm {L} }}}=i\omega C-{\frac {i}{\omega L}}=i\left(\omega C-{\frac {1}{\omega L}}\right).\,}
Ennek alapján az impedancia:
{\displaystyle \mathbf {Z} ={\dfrac {1}{i\left(\omega C-{\dfrac {1}{\omega L}}\right)}}=-\;i\cdot {\dfrac {1}{\omega C-{\dfrac {1}{\omega L}}}}.\,}
Ebből a párhuzamos LC-kör hatásos ellenállása és a meddő ellenállása:
{\displaystyle R_{\mathrm {h} }=0,\,}
{\displaystyle X=-\;{\dfrac {1}{\omega C-{\dfrac {1}{\omega L}}}}.\,}
A párhuzamos LC-kör látszólagos ellenállása:
{\displaystyle Z={\dfrac {1}{\omega C-{\dfrac {1}{\omega L}}}}.\,}
Eszerint a párhuzamos LC-kör látszólagos ellenállása függ a váltakozó feszültség körfrekvenciájától, illetve frekvenciájától. Az összefüggés azonban most viszonylag bonyolult. Az azonban könnyen belátható, hogy a látszólagos ellenállás végtelen naggyá válik annál az ω0 körfrekvenciánál, amelynél az
{\displaystyle \omega _{0}C-{\dfrac {1}{\omega _{0}L}}=0}
feltétel teljesül. Ebből a feltételből ez az ω0 körfrekvencia, illetve a hozzá tartozó f0 frekvencia:
{\displaystyle \omega _{0}={\frac {1}{\sqrt {LC}}},\qquad \qquad f_{0}={\frac {1}{2\pi {\sqrt {LC}}}}.\,}
Ezt az f0 frekvenciát a párhuzamos LC-kör sajátfrekvenciájának, vagy rezonanciafrekvenciájának nevezzük.
Mivel a hatásos ellenállás nulla, a fázisszög most nem értelmezhető a meddő ellenállás és a hatásos ellenállás hányadosa alapján. A komplex impedanciára vonatkozó képlet alapján azonban megállapítható, hogy
{\displaystyle \varphi ={\begin{cases}90^{\circ },&{\text{ ha }}f<f_{0}\\{\text{nem értelmezhető}},&{\text{ ha }}f=f_{0}\\-90^{\circ },&{\text{ ha }}f>f_{0}\end{cases}}}

### Soros RLC-kör impedanciája
Ha egy ohmos ellenállást, egy ideális tekercset és egy ideális kondenzátort sorosan kapcsolunk, akkor a komplex impedancia:
{\displaystyle \mathbf {Z} =\mathbf {Z} _{\mathrm {R} }+\mathbf {Z} _{\mathrm {L} }+\mathbf {Z} _{\mathrm {C} }=R+i\omega L-i{\frac {1}{\omega C}}=R+i\left(\omega L-{\frac {1}{\omega C}}\right).\,}

Soros RLC-kör impedanciája

Soros RLC-kör

Ebből a látszólagos ellenállás, illetve a fázisszög tangense:
{\displaystyle Z={\sqrt {R_{\mathrm {h} }^{2}+X^{2}}}={\sqrt {R^{2}+\left(\omega L-{\frac {1}{\omega C}}\right)^{2}}},\,}
{\displaystyle \tan \varphi ={\frac {X}{R_{\mathrm {h} }}}={\cfrac {\omega L-{\dfrac {1}{\omega C}}}{R}}.\,}

Egy soros RLC-kör látszólagos ellenállása a frekvencia függvényeként

A látszólagos ellenállásra vonatkozó fenti képlet alapján látható, hogy a soros RLC-kör látszólagos ellenállása függ a váltakozó feszültség körfrekvenciájától, illetve frekvenciájától. Az összefüggés azonban most viszonylag bonyolult. Az azonban könnyen belátható, hogy a látszólagos ellenállásnak minimuma van annál az ω0 körfrekvenciánál, amelynél az
{\displaystyle \omega _{0}C-{\dfrac {1}{\omega _{0}L}}=0\,}
feltétel teljesül. Ebből a feltételből ez az ω0 körfrekvencia, illetve a hozzá tartozó f0 frekvencia:
{\displaystyle \omega _{0}={\frac {1}{\sqrt {LC}}},\qquad \qquad f_{0}={\frac {1}{2\pi {\sqrt {LC}}}}.\,}
Ezt az f0 frekvenciát a soros LC-kör sajátfrekvenciájának, vagy rezonanciafrekvenciájának nevezzük.

### Párhuzamos RLC-kör impedanciája

Párhuzamos RLC-kör

Ha egy ohmos ellenállást, egy ideális tekercset és egy ideális kondenzátort párhuzamosan kapcsolunk, akkor a komplex impedancia reciproka:
{\displaystyle {\frac {1}{\mathbf {Z} }}={\frac {1}{\mathbf {Z} _{\mathrm {R} }}}+{\frac {1}{\mathbf {Z} _{\mathrm {L} }}}+{\frac {1}{\mathbf {Z} _{\mathrm {C} }}}={\frac {1}{R}}-i{\frac {1}{\omega L}}+i\omega C={\frac {1}{R}}+i\left(\omega C-{\frac {1}{\omega L}}\right).\,}
Ennek abszolút értéke a valós és képzetes rész alapján számítható ki:
{\displaystyle {\frac {1}{Z}}={\sqrt {{\frac {1}{R^{2}}}+\left(\omega C-{\frac {1}{\omega L}}\right)^{2}}}.\,}
Ebből a látszólagos ellenállás:
{\displaystyle Z={\dfrac {1}{\sqrt {{\dfrac {1}{R^{2}}}+\left(\omega C-{\dfrac {1}{\omega L}}\right)^{2}}}}.\,}
A komplex impedancia:
{\displaystyle \mathbf {Z} ={\dfrac {1}{{\dfrac {1}{R}}+i\left(\omega C-{\dfrac {1}{\omega L}}\right)}}={\cfrac {\cfrac {1}{R}}{{\cfrac {1}{R^{2}}}+\left(\omega C-{\dfrac {1}{\omega L}}\right)^{2}}}-i{\cfrac {\left(\omega C-{\dfrac {1}{\omega L}}\right)}{{\cfrac {1}{R^{2}}}+\left(\omega C-{\dfrac {1}{\omega L}}\right)^{2}}}.\,}
Ebből a hatásos ellenállás és a meddő ellenállás:
{\displaystyle R_{\mathrm {h} }={\cfrac {\cfrac {1}{R}}{{\cfrac {1}{R^{2}}}+\left(\omega C-{\dfrac {1}{\omega L}}\right)^{2}}},\qquad \qquad X=-{\cfrac {\left(\omega C-{\dfrac {1}{\omega L}}\right)}{{\cfrac {1}{R^{2}}}+\left(\omega C-{\dfrac {1}{\omega L}}\right)^{2}}}.}
Ezek alapján a fázisszög tangense:
{\displaystyle \tan \varphi ={\frac {X}{R_{\mathrm {h} }}}={\cfrac {\left(\omega C-{\dfrac {1}{\omega L}}\right)}{\cfrac {1}{R}}}=R{\left(\omega C-{\dfrac {1}{\omega L}}\right)}.\,}
A látszólagos ellenállásra vonatkozó fenti képlet alapján látható, hogy a párhuzamos RLC-kör látszólagos ellenállása függ a váltakozó feszültség körfrekvenciájától, illetve frekvenciájától. Az összefüggés azonban most viszonylag bonyolult. Az azonban könnyen belátható, hogy a látszólagos ellenállásnak maximuma van annál az ω0 körfrekvenciánál, amelynél az
{\displaystyle \omega _{0}C-{\dfrac {1}{\omega _{0}L}}=0\,}
feltétel teljesül. Ebből a feltételből ez az ω0 körfrekvencia, illetve a hozzá tartozó f0 frekvencia:
{\displaystyle \omega _{0}={\frac {1}{\sqrt {LC}}},\qquad \qquad f_{0}={\frac {1}{2\pi {\sqrt {LC}}}}.\,}
Ezt az f0 frekvenciát a párhuzamos RLC-kör sajátfrekvenciájának, vagy rezonanciafrekvenciájának nevezzük.

### Párhuzamos (RL)C-kör impedanciája

Párhuzamos (RL)C-kör

Ha egy ohmos ellenállást és egy ideális tekercset sorosan kapcsolunk, majd az így kapott rendszerrel párhuzamosan kapcsolunk egy ideális kondenzátort akkor a komplex impedancia két lépésben határozható meg. Elsőként a sorosan kapcsolt ellenállás és tekercs impedanciája:
{\displaystyle \mathbf {Z} _{\mathrm {RL} }=\mathbf {Z} _{\mathrm {R} }+\mathbf {Z} _{\mathrm {L} }=R+i\omega L\,}.
Ennek alapján a teljes rendszer impedanciája:
{\displaystyle \mathbf {Z} ={\dfrac {\mathbf {Z} _{\mathrm {RL} }\mathbf {Z} _{\mathrm {C} }}{\mathbf {Z} _{\mathrm {RL} }+\mathbf {Z} _{\mathrm {C} }}}={\dfrac {(R+i\omega L)\left(-{\dfrac {i}{\omega C}}\right)}{R+i\left(\omega L-{\dfrac {1}{\omega C}}\right)}}={\dfrac {\dfrac {R}{(\omega C)^{2}}}{R^{2}+\left(\omega L-{\dfrac {1}{\omega C}}\right)^{2}}}\;-\;i\;{\dfrac {{\dfrac {R^{2}}{\omega C}}+{\dfrac {\omega L^{2}}{C}}-{\dfrac {L}{\omega C^{2}}}}{R^{2}+\left(\omega L-{\dfrac {1}{\omega C}}\right)^{2}}}\,}.
Az impedancia valós és képzetes része alapján a látszólagos ellenállás és a fázisszög tangense:
{\displaystyle Z={\dfrac {\sqrt {{\dfrac {R^{2}}{\omega ^{4}C^{4}}}+\left({\dfrac {R^{2}}{\omega C}}+{\dfrac {\omega L^{2}}{C}}-{\dfrac {L}{\omega C^{2}}}\right)^{2}}}{R^{2}+\left(\omega L-{\dfrac {1}{\omega C}}\right)^{2}}}\,},
{\displaystyle \tan \varphi =-\;{\dfrac {{\dfrac {R^{2}}{\omega C}}+{\dfrac {\omega L^{2}}{C}}-{\dfrac {L}{\omega C^{2}}}}{\dfrac {R}{\omega ^{2}C^{2}}}}\,}.

Egy párhuzamos (RL)C-kör látszólagos ellenállása a frekvencia függvényében

A látszólagos ellenállásra vonatkozó fenti képlet alapján látható, hogy a párhuzamos (RL)C-kör látszólagos ellenállása függ a váltakozó feszültség körfrekvenciájától, illetve frekvenciájától. Az összefüggés azonban most viszonylag bonyolult, de a látszólagos ellenállásnak maximuma van egy meghatározott az f0 frekvenciánál. Ezt az f0 frekvenciát a párhuzamos (RL)C-kör sajátfrekvenciájának, vagy rezonanciafrekvenciájának nevezzük.
Láttuk, hogy egy valóságos tekercs egy ohmos ellenállás és egy ideális tekercs soros kapcsolásának tekinthető. Az előbbiekben tárgyalt eset tehát alkalmazható egy valóságos tekercs és egy (ideális) kondenzátor párhuzamos kapcsolására is. (A valóságos kondenzátorok többnyire ideálisnak tekinthetők.)
Ha azonban a tekercset alkotó vezeték egyenáramú ellenállása elég kicsi, akkor a látszólagos ellenállás:
{\displaystyle Z={\dfrac {\sqrt {{\dfrac {R^{2}}{\omega ^{4}C^{4}}}+\left({\dfrac {R^{2}}{\omega C}}+{\dfrac {\omega L^{2}}{C}}-{\dfrac {L}{\omega C^{2}}}\right)^{2}}}{R^{2}+\left(\omega L-{\dfrac {1}{\omega C}}\right)^{2}}}\approx {\dfrac {{\dfrac {\omega L^{2}}{C}}-{\dfrac {L}{\omega C^{2}}}}{\left(\omega L-{\dfrac {1}{\omega C}}\right)^{2}}}={\dfrac {1}{\omega C-{\dfrac {1}{\omega L}}}}}.